# كيوكاز ماسودا
كيوكاز ماسودا (باليابانية: 増田 清一) (13 مايو 1987 في كوبه في اليابان – )؛ هو لاعب كرة قدم كان يلعب كمدافع.

## وصلات خارجية
- كيوكاز ماسودا على موقع عالم كرة القدم.نت (الإنجليزية)